# Zeppelin LZ 1

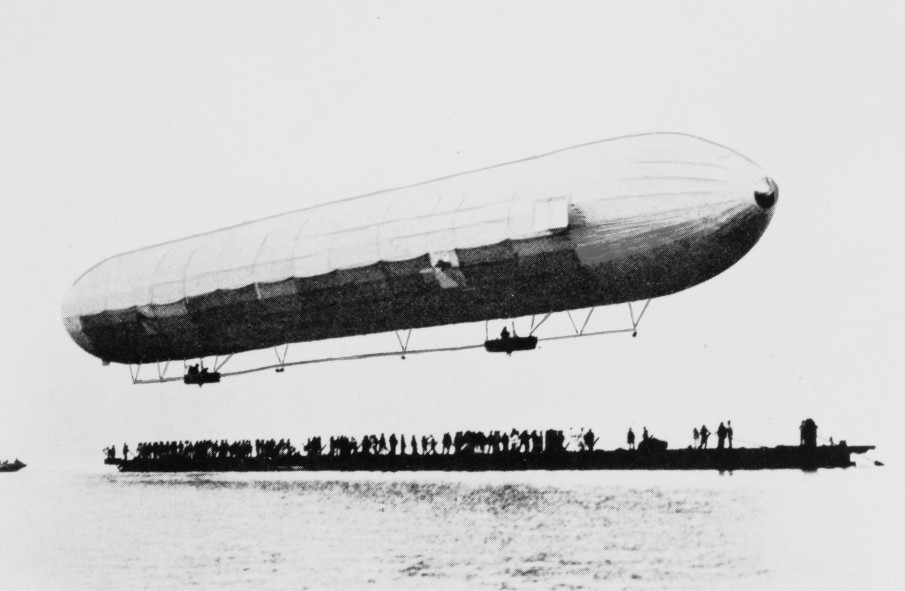
Första Zeppelinflygningen sedd från en båt på Bodensjön.

Zeppelin LZ 1 var det första riktigt framgångsrika experimentella stela luftskeppet. Det flögs första gången från en flytande hangar på Bodensjön nära Friedrichshafen i södra Tyskland den 2 juli 1900.  "LZ" stod för Luftschiff Zeppelin.

## Design och utveckling
Graf von Zeppelin hade ägnat sin kraft åt utformningen av stora stela luftskepp sedan sin avgång från armén 1890. År 1898 etablerade han företaget Gesellschaft zur Förderung der Luftschifffahrt. Det hade ett tecknat kapital på 800 000 tyska mark, varav Zeppelin bidrog med 300 000 mark, medan resten satsades av olika industriföretag, bland annat 100 000 mark från Carl Berg, vars företag tillhandahöll aluminiumramen för luftskeppet. Företaget byggde en stor flytande hangar för att ge plats åt luftskeppet. Detta arrangemang valdes för det första för att Zeppelin trodde att skulle vara säkrare att landa skeppet över vattnet och för det andra för att en flytande byggnad, förtöjd endast i ena änden, skulle inrätta sig så att den alltid var vänd mot vinden. 
LZ 1 konstruerades med hjälp av en cylindrisk ram med 16 wirestagade polygonala tvärskeppsspant och 24 längsgående balkar täckta med slät yta av bomullsduk. Inuti fans en rad av 17 gasbehållare gjorda av gummerad bomull. Luftskeppet styrdes genom främre och aktre roder och framdrivning skedde genom två 14,2 hk Daimler förbränningsmotorer, var och en drivande två propellrar monterade på sidorna. Pitchkontroll skedde genom användning av en 100 kg tung vikt upphängd under skrovet, vilken kunde vinschas förut eller akterut. Passagerare och besättning inrymdes i två stycken 6,2 meter långa aluminiumgondoler under skeppet.
Byggandet av luftskepp började den 17 juni 1898, då de första delarna av ramverket levererades från Bergs fabrik i Ramen och pågick till den 27 januari 1900. Uppblåsningen av gaskuddarna ägde rum under juni och luftskeppet togs första gången ut ur hangaren på kvällen den 2 juli med Hauptmann Hans Bartsch von Sigsfeld från den preussiska luftskeppsbataljonen vid spakarna.
Den första flygningen visade allvarliga strukturella brister i ramen, och ett försök att råda bot på detta gjordes genom att införa gångvägen mellan gondolerna i en styv kölstruktur. Samtidigt ökade man den rörliga vikten till 150 kg, flyttade det aktre rodret till undersidan, och monterade ett höjdroder under nosen.

## Drifthistorik

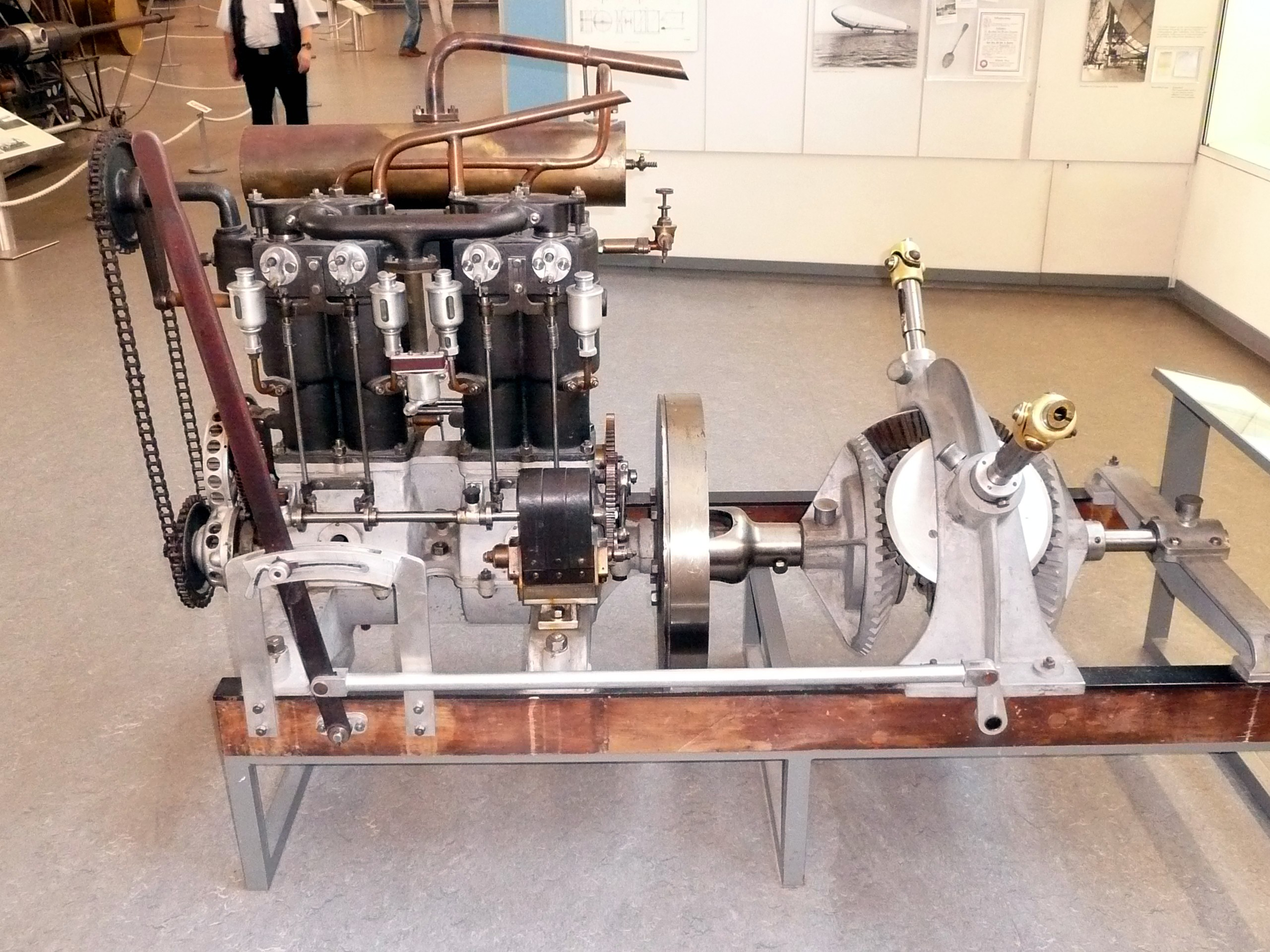
En av motorerna till LZ 1, bevarad i Deutsches Museum, München.

Vid den första provflyningen av LZ 1 med fem personer ombord, nåddes en höjd av 410 meter och en flygsträcka på ca 6 km på 17 minuter, men då den rörliga tyngden hade fastnat och en av motorerna hade stannat, tvingade vinden till en nödlandning. Efter reparationer och ändringar gjorde skeppet två flygningar, den 17 och den 24 oktober, som visade dess potential genom att slå det hastighetsrekord som då innehades av det eldrivna, icke styva luftskeppet inom franska armén, La France, med 6 meter per sekund (22 km/h), men detta övertygade inte potentiella investerare. Eftersom finansieringen uteblev fick Graf von Zeppelin demontera luftskepp och likvidera företaget.

## Specifikation
Generella egenskaper
- Längd: 128,02 m
- Diameter: 11,73 m
- Volym: 11 298 m3
- Lastförmåga: 12 428 kg

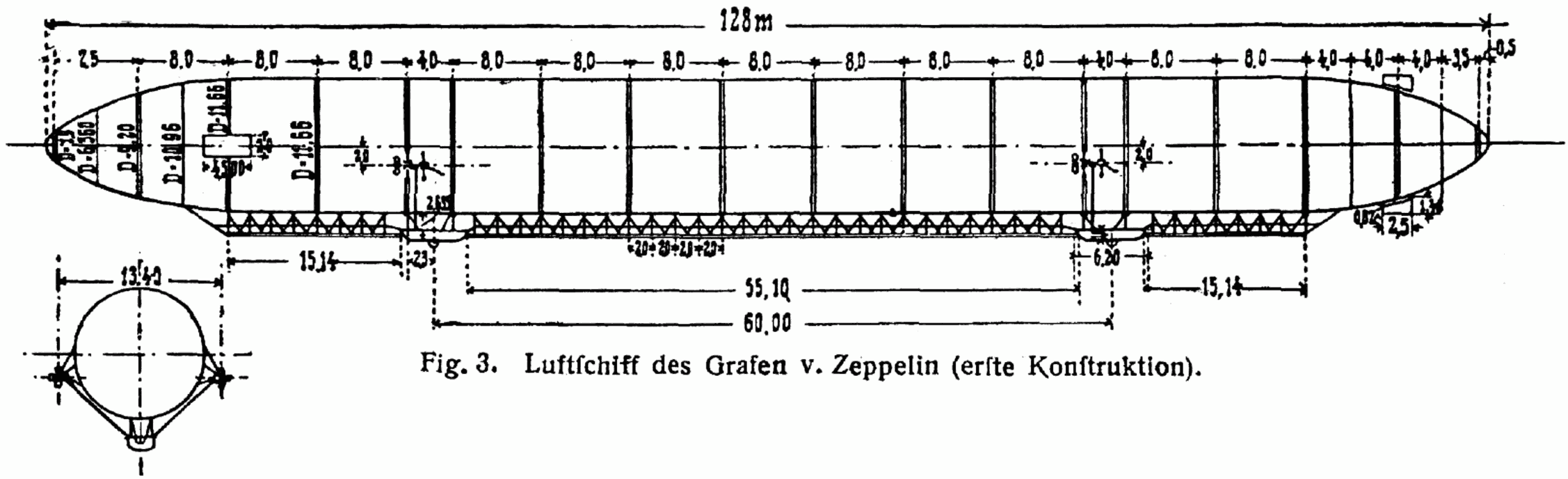
Ritning av LZ 1, ur Den Lexikon der gesamten Technik, andra Auflage 1904-1920.

- Motorer: 2 × Daimler 4-cylindriga vattenkylda kolvmotorer, 11 kW (14,2 hk) vardera

Prestanda
- Maxhastighet: 27 km/t